# Pamětní dvoueurové mince

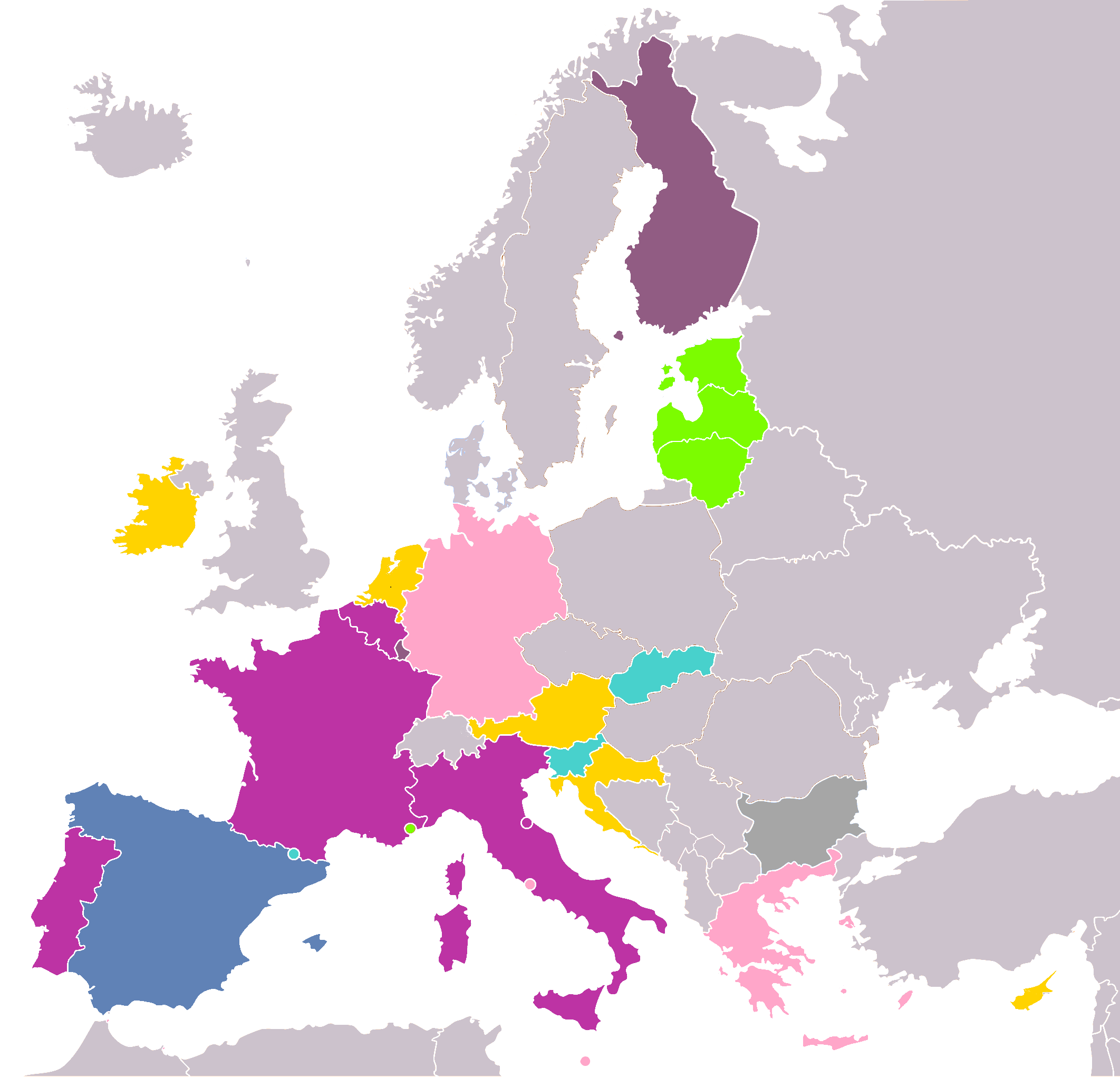
Mapa Evropy s vyznačením zemí, které jsou členy Eurozóny a které ne. Barva na mapě značí počet dvoueurových pamětních mincí, včetně mincí ze společných ražeb, který byly jednotlivými státy vydány od roku 2004 (stav 27. březen 2025).
37 až 40 vydaných pamětních mincí
33 až 36 vydaných pamětních mincí
29 až 32 vydaných pamětních mincí
25 až 28 vydaných pamětních mincí
21 až 24 vydaných pamětních mincí
17 až 20 vydaných pamětních mincí
13 až 16 vydaných pamětních mincí
9 až 12 vydaných pamětních mincí
5 až 8 vydaných pamětních mincí
1 až 4 vydané pamětní mince
není členem Eurozóny

Pamětní mince 2 eura jsou speciální mince eura, které razí a vydávají státy eurozóny od roku 2004. Mince jsou považovány za běžné platidlo ve všech státech, ale pro jejich nevelké množství jsou cenným artiklem obchodu mezi sběrateli (platí především u menších států jako např. Monako, San Marino, Andorra a Vatikán). Tyto mince běžně oslavují výročí historické události nebo upozorňují na právě probíhající dění. Od roku 2004 do prosince 2023 bylo vydáno 513 variant pamětních dvoueurových mincí - 429 jednotlivých národních mincí a 84 mincí z pěti společných sérií. Pamětní dvoueurové mince mají stejné technické parametry jako běžné mince 2 eura (tj. stejnou velikost, hmotnost i složení kovů).

## Omezení
Základní kámen pro pamětní euromince položila Evropská rada svým rozhodnutím z 1. ledna 2004, které rušilo zákaz změn národních stran mincí. Nicméně některá omezení stále přetrvávají.
Podle doporučení Evropské komise (z 19. prosince 2008)  platí pro vydávání všech oběžných euromincí (tedy i dvoueurových pamětních) mimo jiné následující doporučení a omezení:
- Stát, který vydává eurominci, by měl být uveden na národní straně buď celým názvem nebo zkratkou.
- Název nebo nominální hodnota mince by se neměla opakovat na zadní národní straně (výjimku mohou mít ty státy, které používají jinou abecedu než latinku).
- Na vnějším mezikruží má být umístěno 12 hvězd ve stejném geometrickém rozmístění jako na vlajce Evropské unie.

Rozhodnutí Evropské komise z 22. července 2012 obsahuje pozměňující pravidla pro ražbu pamětních mincí:
- Každý "zúčastněný stát" smí vydat pamětní minci určenou k oběhu dvakrát za rok. Výjimkou mohou být situace:
  - Jedná o společnou sérii mincí všech členských států
  - Pamětní minci určenou k peněžnímu oběhu je možné navíc vydat v případě dočasného uvolnění či provizorního obsazení funkce hlavy státu.
- Pro tyto pamětní oběžné mince se smí použít jen mince nominální hodnoty 2 eura.
- Počet pamětních mincí, které vnikly do oběhu v průběhu jednoho roku, nesmí překročit následující poměr k celkovému počtu mincí vydané během tohoto roku:
  - 0,1 % všech dvoueurových mincí všech států eurozóny. Tento limit může být překročen až na 2 % v případě, že mince zobrazuje velmi důležitou událost. V tomto případě se stát zříká možnosti ražení pamětních euromincí na další 4 roky.
  - 5 % všech dvoueurových mincí vydaných státem, který vydává pamětní mince.
- Vlis na hraně pamětní mince by měl být shodný s vlisem, který mají běžné dvoueurové mince vydávajícího státu.

## Přehled vydaných mincí
Kromě vlastních národních mincí bylo vydáno i pět společných sérií mincí:
- 2007 - série mincí k 50. výročí podepsání Římských smluv - 13 tehdejších členských států eurozóny
- 2009 - série mincí k 10. výročí zavedení eura jako bezhotovostního platidla - 16 tehdejších členských států eurozóny (motiv této série mincí byl vybrán pomocí internetové ankety)[4]
- 2012 - série mincí k 10. výročí zavedení eura jako hotovostní měny - eurobankovek a euromincí
- 2015 - série mincí k 30. výročí zavedení vlajky Evropské unie
- 2022 - série mincí k 35. výročí existence programu Erasmus

Motivy vydaných mincí bývají odhalovány v Úředním věstníku Evropské unie.
Následující tabulky zachycují přesný počet vydaných mincí:
| Stát        |      | 2004 | 2005 | 2006 | 2007 | 2007 | 2008 | 2009    | 2009 | 2010 | 2011 | 2012  | 2012 | 2013 | 2014 | 2015   | 2015 | 2016 | 2017 | 2018 | 2019 | 2020 | 2021 | 2022   | 2022 | 2023 | 2024 | 2025 |
| Stát        | Nár. | 2004 | 2005 | 2006 | ŘS   | Nár. | 2008 | 10l EMU | Nár. | 2010 | 2011 | 10l € | Nár. | 2013 | 2014 | 30l EV | Nár. | 2016 | 2017 | 2018 | 2019 | 2020 | 2021 | 35l Er |      | 2023 | 2024 | 2025 |
| ----------- | ---- | ---- | ---- | ---- | ---- | ---- | ---- | ------- | ---- | ---- | ---- | ----- | ---- | ---- | ---- | ------ | ---- | ---- | ---- | ---- | ---- | ---- | ---- | ------ | ---- | ---- | ---- | ---- |
| Andorra     | 19   |      |      |      |      |      |      |         |      |      |      |       |      |      | 1    | 2      | 0    | 2    | 2    | 2    | 2    | 2    | 2    | 2      | 0    | 2    |      |      |
| Belgie      | 31   | 0    | 1    | 1    | 0    | 1    | 1    | 1       | 1    | 1    | 1    | 1     | 1    | 1    | 2    | 1      | 1    | 2    | 2    | 2    | 2    | 2    | 2    | 1      | 1    | 2    |      |      |
| Estonsko    | 16   |      |      |      |      |      |      |         |      |      | 0    | 0     | 1    | 0    | 0    | 0      | 1    | 1    | 1    | 2    | 2    | 2    | 2    | 2      | 1    | 1    |      |      |
| Finsko      | 35   | 1    | 1    | 1    | 1    | 1    | 1    | 1       | 1    | 1    | 1    | 1     | 1    | 2    | 2    | 2      | 1    | 2    | 2    | 2    | 1    | 2    | 2    | 2      | 1    | 2    |      |      |
| Francie     | 31   | 0    | 0    | 0    | 0    | 1    | 1    | 0       | 1    | 1    | 1    | 1     | 1    | 2    | 2    | 2      | 1    | 2    | 2    | 2    | 2    | 2    | 2    | 2      | 1    | 2    | (1)  |      |
| Chorvatsko  | 1    |      |      |      |      |      |      |         |      |      |      |       |      |      |      |        |      |      |      |      |      |      |      |        |      | 1    |      |      |
| Irsko       | 8    | 0    | 0    | 0    | 0    | 1    | 0    | 0       | 1    | 0    | 0    | 0     | 1    | 0    | 0    | 0      | 1    | 1    | 0    | 0    | 1    | 0    | 0    | 0      | 1    | 1    |      |      |
| Itálie      | 34   | 1    | 1    | 1    | 0    | 1    | 1    | 1       | 1    | 1    | 1    | 1     | 1    | 2    | 2    | 2      | 1    | 2    | 2    | 2    | 1    | 2    | 2    | 2      | 1    | 2    |      |      |
| Kypr        | 7    |      |      |      |      |      | 0    | 0       | 1    | 0    | 0    | 0     | 1    | 0    | 0    | 0      | 1    | 0    | 1    | 0    | 0    | 1    | 0    | 0      | 1    | 1    |      |      |
| Litva       | 16   |      |      |      |      |      |      |         |      |      |      |       |      |      |      | 1      | 1    | 1    | 1    | 2    | 2    | 2    | 2    | 2      | 1    | 1    |      |      |
| Lotyšsko    | 16   |      |      |      |      |      |      |         |      |      |      |       |      |      | 1    | 2      | 1    | 2    | 2    | 2    | 1    | 1    | 1    | 1      | 1    | 1    |      |      |
| Lucembursko | 35   | 1    | 1    | 1    | 1    | 1    | 1    | 1       | 1    | 1    | 1    | 2     | 1    | 1    | 2    | 2      | 1    | 1    | 2    | 2    | 2    | 2    | 2    | 2      | 1    | 2    |      |      |
| Malta       | 27   |      |      |      |      |      | 0    | 0       | 1    | 0    | 1    | 1     | 1    | 1    | 2    | 2      | 1    | 2    | 2    | 2    | 2    | 2    | 2    | 2      | 1    | 2    |      |      |
| Monako      | 13   | 0    | 0    | 0    | 1    | 0    | 0    | 0       | 0    | 0    | 1    | 1     | 0    | 1    | 0    | 1      | 0    | 1    | 1    | 1    | 1    | 1    | 1    | 1      | 0    | 1    |      |      |
| Německo     | 29   | 0    | 0    | 1    | 1    | 1    | 1    | 1       | 1    | 1    | 1    | 1     | 1    | 2    | 1    | 2      | 1    | 1    | 1    | 2    | 2    | 2    | 1    | 1      | 1    | 2    | (1)  | (1)  |
| Nizozemsko  | 9    | 0    | 0    | 0    | 0    | 1    | 0    | 0       | 1    | 0    | 1    | 0     | 1    | 2    | 1    | 0      | 1    | 0    | 0    | 0    | 0    | 0    | 0    | 0      | 1    | 0    |      |      |
| Portugalsko | 31   | 0    | 0    | 0    | 1    | 1    | 1    | 1       | 1    | 1    | 1    | 1     | 1    | 1    | 2    | 2      | 1    | 2    | 2    | 2    | 2    | 2    | 2    | 1      | 1    | 2    |      |      |
| Rakousko    | 8    | 0    | 1    | 0    | 0    | 1    | 0    | 0       | 1    | 0    | 0    | 0     | 1    | 0    | 0    | 0      | 1    | 1    | 0    | 1    | 0    | 0    | 0    | 0      | 1    | 0    |      |      |
| Řecko       | 27   | 1    | 0    | 0    | 0    | 1    | 0    | 0       | 1    | 1    | 1    | 0     | 1    | 2    | 2    | 1      | 1    | 2    | 2    | 2    | 2    | 2    | 1    | 1      | 1    | 2    |      |      |
| San Marino  | 30   | 1    | 1    | 1    | 1    | 0    | 1    | 1       | 0    | 1    | 1    | 1     | 0    | 1    | 2    | 2      | 0    | 2    | 2    | 2    | 2    | 2    | 2    | 2      | 0    | 2    |      |      |
| Slovensko   | 18   |      |      |      |      |      |      | 1       | 1    | 0    | 1    | 0     | 1    | 1    | 1    | 1      | 1    | 1    | 1    | 1    | 1    | 1    | 1    | 1      | 1    | 2    | (1)  | (1)  |
| Slovinsko   | 19   |      |      |      | 0    | 1    | 1    | 0       | 1    | 1    | 1    | 0     | 1    | 1    | 1    | 1      | 1    | 1    | 1    | 1    | 1    | 1    | 1    | 1      | 1    | 1    |      |      |
| Španělsko   | 24   | 0    | 1    | 0    | 0    | 1    | 0    | 0       | 1    | 1    | 1    | 1     | 1    | 1    | 2    | 1      | 1    | 1    | 1    | 2    | 1    | 1    | 1    | 2      | 1    | 2    | (1)  | (1)  |
| Vatikán     | 29   | 1    | 1    | 1    | 1    | 0    | 1    | 1       | 0    | 1    | 1    | 1     | 0    | 2    | 1    | 1      | 0    | 2    | 2    | 2    | 2    | 2    | 2    | 2      | 0    | 2    |      |      |
| Celkem      | 513  | 6    | 8    | 7    | 7    | 13   | 10   | 9       | 16   | 12   | 16   | 13    | 17   | 23   | 27   | 28     | 19   | 32   | 32   | 36   | 32   | 34   | 31   | 30     | 19   | 36   | (4)  | (3)  |

### Rekapitulace podle roků
| Rok    | Počet vydaných mincí       | Hlavní článek                      |
| ------ | -------------------------- | ---------------------------------- |
| 2004   | 6                          | Pamětní dvoueurové mince roku 2004 |
| 2005   | 8                          | Pamětní dvoueurové mince roku 2005 |
| 2006   | 7                          | Pamětní dvoueurové mince roku 2006 |
| 2007   | 7 (+13 společných mincí)   | Pamětní dvoueurové mince roku 2007 |
| 2008   | 10                         | Pamětní dvoueurové mince roku 2008 |
| 2009   | 9 (+16 společných mincí)   | Pamětní dvoueurové mince roku 2009 |
| 2010   | 12                         | Pamětní dvoueurové mince roku 2010 |
| 2011   | 16                         | Pamětní dvoueurové mince roku 2011 |
| 2012   | 13 (+17 společných mincí)  | Pamětní dvoueurové mince roku 2012 |
| 2013   | 23                         | Pamětní dvoueurové mince roku 2013 |
| 2014   | 27                         | Pamětní dvoueurové mince roku 2014 |
| 2015   | 28 (+19 společných mincí)  | Pamětní dvoueurové mince roku 2015 |
| 2016   | 32                         | Pamětní dvoueurové mince roku 2016 |
| 2017   | 32                         | Pamětní dvoueurové mince roku 2017 |
| 2018   | 36                         | Pamětní dvoueurové mince roku 2018 |
| 2019   | 32                         | Pamětní dvoueurové mince roku 2019 |
| 2020   | 34                         | Pamětní dvoueurové mince roku 2020 |
| 2021   | 31                         | Pamětní dvoueurové mince roku 2021 |
| 2022   | 30 (+19 společných mincí)  | Pamětní dvoueurové mince roku 2022 |
| 2023   | 36                         | Pamětní dvoueurové mince roku 2023 |
| CELKEM | 429 (+84 společných mincí) |                                    |

## Dlouhodobé série národních pamětních mincí
Některé z členských států eurozóny - Lucembursko, Německo, Španělsko, Lotyšsko, Litva, Francie Malta - se rozhodly razit svoje národní pamětní dvoueurové mince v uceleném tematickém celku, který má jeden sjednocující motiv.
- Lucembursko - již od roku 2004 vydává mince v dynastické velkovévodské sérii.
- Německo - mezi roky 2006 a 2022 byla vydávána každoročně jedna mince s motivem vždy jedné ze spolkových zemí Německa + mince s vyobrazením budovy pruské panské sněmovny v Berlíně z roku 2019. Nová série byla zahájena v roce 2023 vydáním mince věnované Hamburku.
- Španělsko - od roku 2010 jsou každoročně vydávány dvoueurové pamětní mince s vyobrazením jedné z mnoha španělských kulturních a přírodních památek, které jsou zapsané do seznamu světového dědictví UNESCO.
- Malta - mezi roky 2011 a 2015 bylo vydáno 5 mincí, které připomínají významné události ústavní historie státu. Mezi roky 2016 a 2020 proběhla série mincí, která vznikla ve spolupráci s „The Malta Community Chest Fund“ a která má název Děti a solidarita. Zároveň mezi roky 2016 a 2022 vznikla série sedmi mincí 2€ věnovaných maltské megalitické kultuře.[5]
- Lotyšsko - pamětní dvoueurové mince v sérii věnované regionům této pobaltské země. 4 mince jsou věnovány historickým regionům Lotyšska.
- Litva - pamětní dvoueurové mince v sérii věnované regionům této pobaltské země. 5 mincí je věnováno historickým regionům Litvy.[6]
- Francie - 4 mince v období 2021 až 2024 věnované tématu Olympijských her v Paříži 2024.

Tyto série jsou podobné sérii tzv. státních čtvrťáků Spojených států, které však vydávaly mince v kratších intervalech - od roku 1999 do roku 2008. Kratší časové rozpětí a menší hodnota byly způsobeny tím, že v jeden rok se vyrazily mince pro 5 států zároveň.
| NĚMECKO | NĚMECKO | NĚMECKO                        | NĚMECKO                                  |
| Rok     | Poř.    | Spolková země                  | Motiv                                    |
| ------- | ------- | ------------------------------ | ---------------------------------------- |
| 2006    | 1       | Šlesvicko-Holštýnsko           | Holstentor v Lübecku                     |
| 2007    | 2       | Meklenbursko-Přední Pomořansko | Schwerinský zámek                        |
| 2008    | 3       | Hamburk                        | Kostel sv. Michaela v Hamburku           |
| 2009    | 4       | Sársko                         | Ludwigskirche v Saarbrückenu             |
| 2010    | 5       | Brémy                          | Brémská radnice a socha Rolanda          |
| 2011    | 6       | Severní Porýní-Vestfálsko      | Kolínský dóm                             |
| 2012    | 7       | Bavorsko                       | zámek Neuschwanstein                     |
| 2013    | 8       | Bádensko-Württembersko         | Klášter Maulbronn                        |
| 2014    | 9       | Dolní Sasko                    | Kostel svatého Michala v Hildesheim      |
| 2015    | 10      | Hesensko                       | Kostel svatého Pavla ve Frankfurtu n. M. |
| 2016    | 11      | Sasko                          | Zwinger v Drážďanech                     |
| 2017    | 12      | Porýní-Falc                    | Porta Nigra v Trevíru                    |
| 2018    | 13      | Berlín                         | Zámek Charlottenburg                     |
| 2019    | 14      |                                | budova pruské panské sněmovny v Berlíně  |
| 2020    | 15      | Braniborsko                    | Palác Sanssouci v Postupimi              |
| 2021    | 16      | Sasko-Anhaltsko                | Magdeburský dóm                          |
| 2022    | 17      | Durynsko                       | Hrad Wartburg v Eisenachu                |
| 2023    | 1       | Hamburk                        | Budova Labské filharmonie                |

| ŠPANĚLSKO | ŠPANĚLSKO | ŠPANĚLSKO                                        |
| Rok       | Poř.      | Památka UNESCO                                   |
| --------- | --------- | ------------------------------------------------ |
| 2010      | 1         | Córdoba - Mezquita                               |
| 2011      | 2         | Granada - Alhambra, Generalife a Albaicín        |
| 2012      | 3         | Burgos - katedrála Panny Marie                   |
| 2013      | 4         | klášter a palác El Escorial                      |
| 2014      | 5         | Barcelona - díla Antoni Gaudího                  |
| 2015      | 6         | jeskyně Altamira (Kantábrie)                     |
| 2016      | 7         | Segovia                                          |
| 2017      | 8         | památky Ovieda a Asturského knížectví            |
| 2018      | 9         | Santiago de Compostela                           |
| 2019      | 10        | Ávila                                            |
| 2020      | 11        | Mudéjarská architektura v Aragonii               |
| 2021      | 12        | staré město Toleda                               |
| 2022      | 13        | národní park Garajonay                           |
| 2023      | 14        | Cáceres – staré město                            |
| 2024      | 15        | Katedrála, alcázar a Archivo de Indias v Seville |
| 2025      | 16        | Salamanca – staré město                          |

| LOTYŠSKO | LOTYŠSKO | LOTYŠSKO  |
| Rok      | Poř.     | Téma      |
| -------- | -------- | --------- |
| 2016     | 1        | Livonsko  |
| 2017     | 2        | Kuronsko  |
| 2017     | 3        | Latgalsko |
| 2018     | 4        | Zemgalsko |

| MALTA | MALTA | MALTA                                     |
| Rok   | Poř.  | Téma                                      |
| ----- | ----- | ----------------------------------------- |
| 2011  | 1     | první volby do zdejšího parlamentu (1849) |
| 2012  | 2     | maltské povstání (1919)                   |
| 2013  | 3     | ustanovení samosprávné vlády (1921)       |
| 2014  | 4     | nezávislost na Spojeném království (1964) |
| 2015  | 5     | ustanovení Maltské republiky (1974)       |
| 2016  | 1     | láska                                     |
| 2017  | 2     | mír                                       |
| 2018  | 3     | příroda a životní prostředí               |
| 2019  | 4     | dědictví                                  |
| 2020  | 5     | hry                                       |
| 2016  | 1     | chrám Ġgantija                            |
| 2017  | 2     | chrám Ħaġar Qim                           |
| 2018  | 3     | chrám Mnajdra                             |
| 2019  | 4     | chrám Ta' Ħaġrat                          |
| 2020  | 5     | chrám Skorba                              |
| 2021  | 6     | chrám Tarxien                             |
| 2022  | 7     | chrám Ħal Saflieni                        |

| LITVA | LITVA | LITVA       |
| Rok   | Poř.  | Téma        |
| ----- | ----- | ----------- |
| 2019  | 1     | Žmuď        |
| 2020  | 2     | Aukštaitija |
| 2021  | 3     | Dzūkija     |
| 2022  | 4     | Suvalkija   |
| 2023  | 5     | Malá Litva  |

| FRANCIE | FRANCIE | FRANCIE                                  |
| Rok     | Poř.    | Téma                                     |
| ------- | ------- | ---------------------------------------- |
| 2021    | 1       | Marianne závodící v běhu - Eiffelova věž |
| 2022    | 2       | Génius a hod diskem - Vítězný oblouk     |
| 2023    | 3       | Senátor a pěstní souboj - Pont Neuf      |
| 2024    | 4       | Herkules a zápasnický zápas              |